# The Computer Channel
The Computer Channel foi um canal de televisão via satélite britânico operado pela British Satellite Broadcasting (BSB) de 28 de junho a 29 de novembro de 1990.
O canal era transmitido na mesma frequência do Sports Channel da BSB, embora estivesse fora do ar pela manhã.
O The Computer Channel foi criado para transmitir programas de treinamento especializado para a indústria de computadores. O programa Analysis cobria notícias de TI, entrevistas e análises de novos produtos. O editor e apresentador principal era Clive Couldwell, ex-editor da revista Which Computer.
O canal não era destinado ao público geral, portanto, não era promovido na maioria dos anúncios da BSB ou em seus outros canais. Fazia parte da subsidiária Datavision da BSB, que oferecia serviços de televisão criptografados e recepção de dados para usuários corporativos por meio dos receptores de televisão domésticos da BSB.